# Uzłowoj (obwód orenburski)
Uzłowoj (ros. Узловой) – osiedle w Rosji, w obwodzie orenburskim, w rejonie orenburskim. W 2010 liczyło 60 mieszkańców.